# كلود غلادو
كلود غلادو هو سياسي كندي، ولد في 13 يناير 1942 في مونتريال في كندا. انتخب عمدة.